# Amaya Seguros (equipa ciclista)
Amaya Seguros ou Seguros Amaya foi um equipa de ciclismo profissional espanhol durante as temporadas desde 1990 até 1993.
Devia o seu nome à empresa de seguros homónima que era o patrocinador principal.
Seu diretor desportivo foi Javier Mínguez, o que posteriormente foi diretor desportivo da equipa Vitalicio Seguros.

## Equipa
Seguros Amaya tomou o relevo da equipa que foi denominado BH, sucessor a sua vez da equipa de sucesso Zor, conservando toda a sua estrutura técnica e desportiva.
Amaya teve uma curta mas fulgurante aparecimento no panorama ciclista internacional. Durante os seus 4 anos de profissionalismo não fez mais que melhorar e foi a campanha de 1993, a de seu desaparecimento, a que melhores resultados consegui.
Seguros Amaya atingiu um notável nível, disputava com assiduidade o Tour e Volta. Precisamente foi em duas competições onde mais se deu a conhecer por seus notáveis resultados.
Seus principais sucessos foram as etapas vencidas em Tour e Volta e 2 classificações por equipas da Volta.
Alguns dos corredores mais destacados de Amaya Seguros foram Laudelino Cubino, Fabio Parra, Oliverio Rincón, Jesús Montoya e o tristemente desaparecido Antonio Martín, que foi a mais firme promessa do ciclismo espanhol.
A equipa Amaya Seguros sempre destacou pela sua garra e sua combatividade, sendo nas etapas de montanha onde mais destacava. Durante as Voltas e Tours que disputaram ao máximo nível, Amaya se converteu no verdadeiro animador da corrida sempre que a estrada picasse para acima. Em mudança, o ponto mais débil dos seus corredores acostumava a ser a Contrarrelógio.

## Corredor melhor classificado nas Grandes Voltas
| Ano  | Giro d'Italia                   | Tour de France              | Volta a Espanha              |
| ---- | ------------------------------- | --------------------------- | ---------------------------- |
| 1979 | -                               | -                           | 5.º Faustino Rupérez         |
| 1980 | 11.º Faustino Rupérez           | -                           | 1.º Faustino Rupérez         |
| 1981 | 16.º Eduardo Chozas             | -                           | 2.º Pedro Muñoz Machín       |
| 1982 | 10.º Faustino Rupérez           | -                           | 4.º Faustino Rupérez         |
| 1983 | 3.º Alberto Fernández Blanco    | -                           | 3.º Alberto Fernández Blanco |
| 1984 | 13.º Faustino Rupérez           | -                           | 2.º Alberto Fernández Blanco |
| 1985 | 19.º José Luis Navarro Martínez | 19.º Álvaro Pino            | 3.º Francisco Rodríguez      |
| 1986 | -                               | 8.º Álvaro Pino             | 1.º Álvaro Pino              |
| 1987 | -                               | 8.º Anselmo Fuerte          | 7.º Anselmo Fuerte           |
| 1988 | -                               | 8.º Álvaro Pino             | 3.º Anselmo Fuerte           |
| 1989 | -                               | 16.º Álvaro Pino            | 4.º Fede Etxabe              |
| 1990 | -                               | -                           | 18.º Jesús Montoya           |
| 1991 | -                               | 22.º Javier Murguialday     | 5.º Fabio Parra              |
| 1992 | -                               | 24.º Óscar de Jesús Vargas  | 2.º Jesús Montoya            |
| 1993 | -                               | 12.º Antonio Martín Velasco | 3.º Laudelino Cubino         |

## Palmarés

### Por equipas

#### 1992
Classificação por equipas da Volta a Espanha

#### 1993
Classificação por equipas da Volta a Espanha

### Individual

#### 1990
| Corridas                                  | Vencedor          |
| Campeonato da Espanha de fundo em estrada | Laudelino Cubino  |
| Subida ao Naranco                         | Laudelino Cubino  |
| Volta à Catalunha                         | Laudelino Cubino  |
| Espanha                                   | Patrice Esnault   |
| Espanha                                   | Alfonso Gutiérrez |
| Espanha                                   | Jesús Montoya     |
| 1 etapa da Volta a Galiza                 | Alfonso Gutiérrez |
| 1 etapa da Volta a Galiza                 | Laudelino Cubino  |
| 1 etapa da Volta à La Rioja               | Alfonso Gutiérrez |
| Volta à La Rioja                          | Alfonso Gutiérrez |
| 1 etapa da Volta à Catalunha              | Jesús Montoya     |

#### 1991
| Corridas                                 | Vencedor           |
| 1 etapa do Tour DuPont                   | Eladio Ambite      |
| 1 etapa da Dauphiné Libéré               | Laudelino Cubino   |
| Espanha                                  | Laudelino Cubino   |
| Espanha                                  | Fabio Parra        |
| Espanha                                  | Jesús Montoya      |
| Troféu Comunidade Foral de Navarra       | Roland Leclerc     |
| G. P. Llodio                             | Juan Carlos Martín |
| Klasika Primavera                        | Jesús Montoya      |
| 1 etapa da Volta à Comunidade Valenciana | Per Pedersen       |
| Subida ao Naranco                        | Juan Carlos Romero |

#### 1992
| Corridas                     | Vencedor           |
| 1 etapa da Dauphiné Libéré   | Laudelino Cubino   |
| 1 etapa da Volta a Múrcia    | Laudelino Cubino   |
| Espanha                      | Laudelino Cubino   |
| Clássica de Alcobendas       | Antonio Martín     |
| 1 etapa da Volta à Andaluzia | Jesús Montoya      |
| França                       | Javier Murguialday |
| Colômbia                     | Fabio Parra        |
| 1 etapa da Volta à La Rioja  | Mikel Zarrabeitia  |
| Volta à La Rioja             | Mikel Zarrabeitia  |

#### 1993
| Corridas                     | Vencedor         |
| Volta a Burgos               | Laudelino Cubino |
| Espanha                      | Laudelino Cubino |
| 1 etapa da Volta à Catalunha | Antonio Martín   |
| Troféu Joan Solert           | Melchor Mauri    |
| Subida ao Naranco            | Jesús Montoya    |
| 1 etapa da Volta ao Algarve  | Per Pedersen     |
| 1 etapa da Volta ao Algarve  | Fernando Quevedo |
| 1 etapa da Dauphiné Libéré   | Oliverio Rincón  |
| França                       | Oliverio Rincón  |

### Postos de mérito

#### 1991
- Volta a Espanha de 1991:
  - 5.º classificado: Fabio Parra
  - 3.º classificado da Montanha: Fabio Parra

#### 1992
- Volta a Espanha de 1992:
  - 12 dias de líder: Jesús Montoya 
  - 2.º classificado: Jesús Montoya
  - 6.º classificado: Laudelino Cubino
  - 7.º classificado: Fabio Parra

#### 1993
- Volta a Espanha de 1993:
  - 3.º classificado: Laudelino Cubino
  - 4.º classificado: Oliverio Rincón
  - 5.º classificado: Jesús Montoya
  - 8.º classificado: Melchor Mauri
- Classificação Combinada: Jesús Montoya

- Tour de France de 1993
  - 3.º classificado da Montanha: Oliverio Rincón
- Classificação dos Jovens: Antonio Martín

## Elencos
| - Francisco Antequera - Vicente Aparicio - Juan Carlos Arribas - Miguel Enrique Aynat - Laudelino Cubino - Jacques Decrion - José Luis Díaz - Patrice Esnault - Enrique Guerrikagoitia - Alfonso Gutiérrez - Juan Carlos Martín - Jesús Montoya - Javier Murguialday - Joël Pélier - Fernando Quevedo - Juan Carlos Romero - Eduardo Ruiz - Miguel Ángel Serrano - Jaime Tomás | - Eladio Ambite - Francisco Antequera - Vicente Aparicio - Santiago Crespo - Laudelino Cubino - José Luis Díaz - Patrice Esnault - Juan Carlos Kiko García - Enrique Guerrikagoitia - Roland Leclerc - Juan Carlos Martín - Jesús Montoya - Javier Murguialday - Asensio Navarro - Fabio Parra - Per Pedersen - Ronan Pensec - Fernando Quevedo - Juan Carlos Romero - Antonio Sánchez - Mikel Zarrabeitia |

| - Eladio Ambite - Francisco Antequera - Vicente Aparicio - Santiago Crespo - Laudelino Cubino - Juan Carlos Kiko García - Juan Carlos Martín - Antonio Martín - Jesús Montoya - Javier Murguialday - Asensio Navarro - Fabio Parra - Per Pedersen - Fernando Quevedo - Juan Carlos Romero - Antonio Sánchez - Óscar de Jesús Vargas - Juan Antonio Zarrabeitia - Mikel Zarrabeitia | - Eladio Ambite - Francisco Antequera - Vicente Aparicio - Tom Cordes - Santiago Crespo - Laudelino Cubino - Juan Carlos Kiko García - Juan Carlos Martín - Antonio Martín - Melchor Mauri - Jesús Montoya - Javier Murguialday - Asensio Navarro - Per Pedersen - Fernando Quevedo - Oliverio Rincón - Antonio Sánchez García - Juan Antonio Zarrabeitia - Mikel Zarrabeitia |

## Bicicletas
Amaya Seguros usou as seguintes marcas de bicicletas:
- BH Sport (1990-1991)
- Razesa (1992-1993)